# Sigismund Frank
Sigismund Frank (* 11. Januar 1848 in Krefeld; † 8. Februar 1930 in Stuttgart) war ein deutscher Privatbankier. Ab 1874 war er Prokurist, ab 1876 Teilhaber des Bankhauses Gebr. Rosenfeld in Stuttgart. Er war Vater des Schriftstellers Bruno Frank.

## Leben und Beruf

### Herkunft
Sigismund Frank wurde im Jahr der  Deutschen Revolution am 11. Januar 1848 als Sohn jüdischer Eltern in Krefeld geboren. Sie gehörten zur jüdischen Gemeinde, die etwa 500 Mitglieder in 80 Familien zählte, bei einer Gesamtzahl von 36.000 Einwohnern. Krefeld war der größte der drei linksrheinischen Konsistorialsprengel und Sitz eines Rabbiners. Zu den Eltern siehe: #Eltern.

### Beruf
Es ist nicht bekannt, wann und warum Sigismund Frank Krefeld verließ und sich in Stuttgart niederließ. Im Adressbuch der Stadt Stuttgart von 1864 ist er noch nicht eingetragen, ab 1870 wurde er als Mitglied der Museumsgesellschaft geführt (siehe #Privatleben). 1874 wurde er zusammen mit Abraham Einstein zum Prokuristen mit Einzelprokura für das Bankhaus Gebr. Rosenfeld in Stuttgart ernannt. Wilhelm Rosenfeld, der Inhaber der 1856 gegründeten Bank, übertrug 1876 das Bankgeschäft (ohne Aktiva und Passiva) an Abraham Einstein und Sigismund Frank, die dadurch zu alleinigen Inhabern wurden.
Das Geschäft des Bankhauses nahm bis zum Ersten Weltkrieg eine glänzende Entwicklung. Nach der Stuttgarter Historikerin Maria Zelzer zählte Sigismund Frank 1914 zu den „neu aufstrebenden Reichen der Stuttgarter jüdischen Gemeinde“. Es gab damals in Stuttgart 250 Millionäre, darunter 33 Juden, und Sigismund Frank verfügte über ein Vermögen von zwei Millionen Mark (dies entspricht fast 10 Millionen Euro) und über 140.000 Mark Jahreseinkommen.

### Privatleben
Am 3. September 1886 heiratete der 17 Jahre ältere Sigismund Frank die fast volljährige Lina Frank am Wohnort ihrer Mutter in Frankfurt am Main (siehe #Lina Frank). Aus der Ehe gingen zwischen 1887 und 1908 fünf Kinder hervor (siehe #Kinder). Die Familie wohnte in einer Mietwohnung im ersten Stock eines vierstöckigen Hauses im Stuttgarter Westen in der Silberburgstraße 159. In den folgenden Jahren lebte die Familie weiterhin im Stuttgarter Westen, wechselte jedoch mehrfach die Wohnung. Ab 1892 wohnten die Franks in der Tübinger Straße 69, ab 1895 in der Johannesstraße 26 und ab 1902 in einem eigenen Haus in der Forststraße 68.

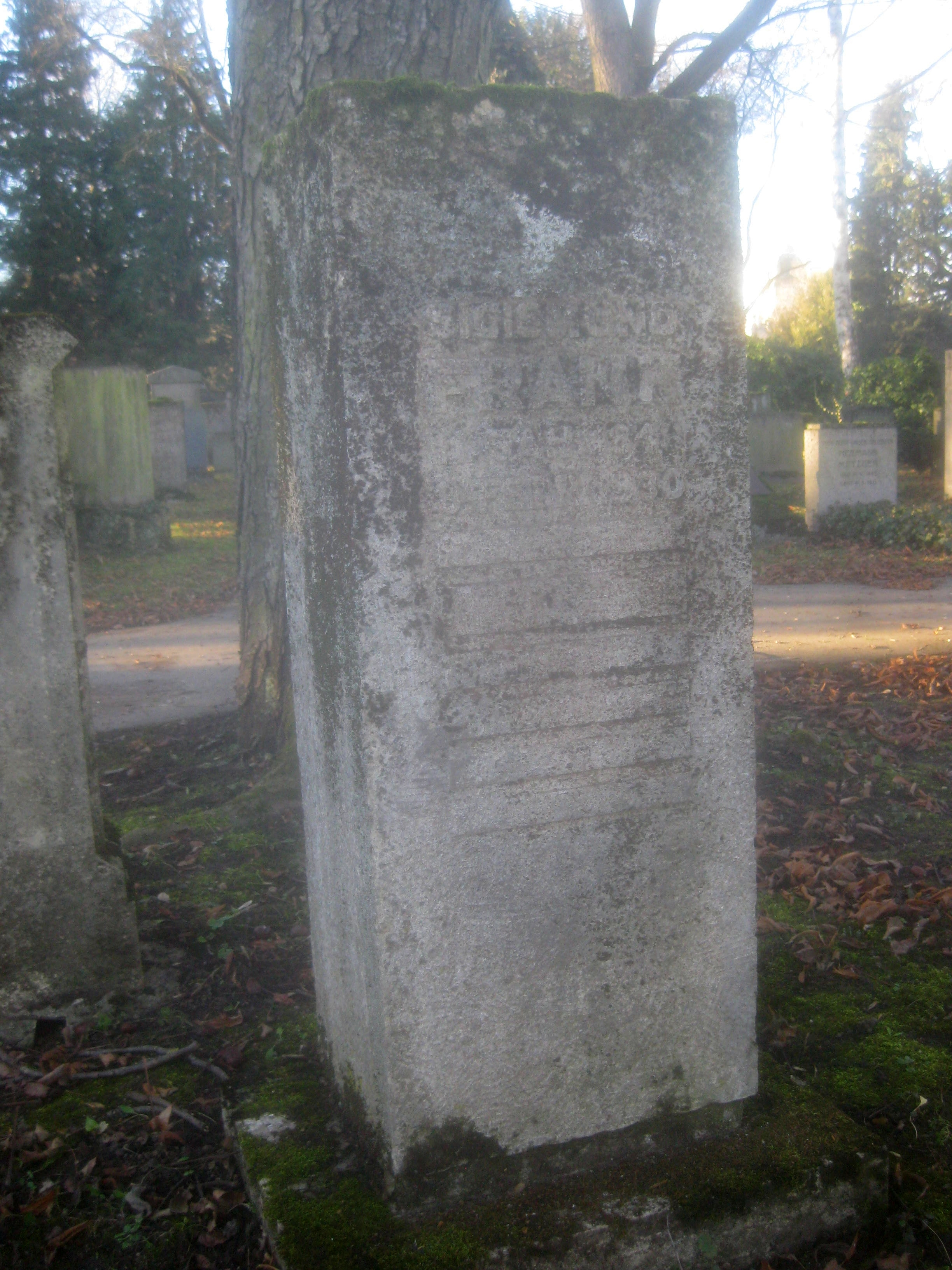
Grabstein von Sigismund Frank.

Franks Eltern hatten sich als assimilierte Juden in die bürgerliche Stuttgarter Gesellschaft integriert und gehörten auf Grund ihres Wohlstands und ihrer gesellschaftlichen Stellung zum sogenannten Großbürgertum. Die Familie nahm auch an dem kulturellen Leben der Stadt teil. Sigismund Frank gehörte seit 1870 der 1807 gegründeten Stuttgarter Museumsgesellschaft an, die sich die „Pflege gehobener Unterhaltung“ und der „Weiterbildung auf literarischem und künstlerischem Gebiet“ widmete. Der Verein, der 1876 fast 1500 Mitglieder zählte, war ein bedeutender gesellschaftlicher Faktor in Stuttgart. Alles, was Rang und Namen hatte, war in dem Verein vertreten, auch die „Spitze der jüdischen Gesellschaft“, zu der auch Sigismund Frank gehörte.
1898 wurde er Mitglied der Freimaurerloge Zu den 3 Cedern in Stuttgart.

### Lebensabend
Sigismund Frank starb im Alter von 82 Jahren am 8. Februar 1930 in Stuttgart. Er wurde auf dem Israelitischen Teil des Stuttgarter Pragfriedhofs in Abteilung 20 im Urnenhain begraben.

## Eltern
Sigismund Franks Vater war Levy (auch Louis oder Ludwig) Frank (1811–1895). Der Sohn eines Xantener Schullehrers war in Krefeld Spezereihändler, ab etwa 1870 Inhaber eines Inkasso-Geschäfts. 1844 heiratete er Ebouline (auch Eboline, Helene) Frank geb. Herzog (1814–1869), die Tochter eines wohlhabenden und sehr angesehenen Krefelder Metzgers und Pferdehändlers.
Sigismund Frank hatte mindestens drei Geschwister, darunter Jacob Frank (1849–1924). Dieser verließ zunächst Krefeld, kehrte 1876 von Frankfurt nach Krefeld zurück und gründete 1892 das Bankhaus J. Frank Cie. Von Sigismund Franks Bruder Moritz Frank (* 1855) ist nur bekannt, dass er 1880 von Krefeld nach Köln umzog. Möglicherweise ist er identisch mit dem Moritz Frank (erwähnt 1871–1929), der 1871 bis 1874 Prokurist des Bankhauses Gebr. Rosenfeld in Stuttgart war.

## Lina Frank
Lina Frank wurde am 14. Juli 1865 in Hanau als Kind jüdischer Eltern geboren. Ihr Vater war der Frucht- und Kohlenhändler Salomon Rothschild (1835–1870), ihre Mutter war Jeannette Rothschild geb. Oppenheim. Als ihr Mann 1870 im Alter von nur 35 Jahren starb, zog sie mit ihrer fünfjährigen Tochter nach Frankfurt am Main. Kurz vor ihrer Volljährigkeit heiratete Lina Frank dort am 3. September 1886 den siebzehn Jahre älteren Sigismund Frank. Aus der Ehe gingen zwischen 1887 und 1908 fünf Kinder hervor (siehe #Kinder). In ihren Erinnerungen an ihren Jugendfreund Bruno Frank schrieb Nora von Beroldingen 1946: „Seiner Mutter, einer pompösen, geistvollen Dame, hatten die allezeit spottlustigen Stuttgarter prophetischerweise den Necknamen „die schwäbische Frau Rat“ verliehen.“
Nach dem Tod ihres Mannes 1930 wurde Lina Frank mit einer Einlage von 5000 Reichsmark Kommanditistin des Bankhauses Gebr. Rosenfeld und zog im November oder Dezember 1936 zu ihrem Sohn Helmuth Frank, der sich 1925 in Genua niedergelassen hatte. Lina Frank überlebte die Zeit des Krieges, teilweise unter sehr schweren Bedingungen, zuletzt in einem Turiner Kloster, um sich vor dem Zugriff der Nationalsozialisten zu schützen. Nach dem Krieg wohnte sie in Turin im Hotel Majestic. Sie erhielt „in begrenztem Umfang Wiedergutmachung wegen der erlittenen Verfolgung durch das Nazi-Regime“ in Italien. Eine Entschädigung wegen des wahrscheinlich von den Nationalsozialisten herbeigeführten Zusammenbruchs des Bankhauses Gebr. Rosenfeld erfolgte nicht (siehe #Wiedergutmachung). Über ihr Ergehen nach dem Krieg ist nichts bekannt. Die letzten Monate ihres Lebens verbrachte sie in der Klinik San Paolo in Turin, wo sie im hohen Alter von 94 Jahren am 17. März 1960 verstarb.

## Kinder
Lina Frank gebar zwischen 1887 und 1908 fünf Kinder. Das älteste Kind, der Sohn Bruno Frank, kam ein Jahr nach ihrer Heirat auf die Welt. Zwei Jahre später schenkte sie wieder einem Jungen das Leben, der jedoch nach zwei Jahren verstarb. Im Abstand von ein bzw. acht Jahren folgten die Söhne Helmuth und Lothar und nach weiteren acht Jahren die Tochter Ruth.

### Bruno Frank
Bruno Frank (1887–1945): ältestes Kind, Studium der Rechtswissenschaften und Literatur, 1912 Dr. phil. in Tübingen, bis 1933 freier Schriftsteller in Feldafing und München, 1933 Emigration, freier Schriftsteller in der Schweiz, Frankreich, Salzburg und London, ab 1938 in Beverly Hills.

### Walter Friedrich Frank
Der zweite Sohn Walter Friedrich Frank wurde am 21. Januar 1889 in Stuttgart geboren und starb zwei Jahre später am 4. März 1891 in Stuttgart.

### Helmuth Frank
Helmuth (Albrecht) Frank wurde als drittes Kind am 7. Januar 1892 in Stuttgart geboren. Er trat 1919 als Prokurist mit Einzelprokura in das Stuttgarter Bankhaus Gebr. Rosenfeld ein, dessen Inhaber sein Vater und Abraham Einstein waren. 1921 wurden die Söhne der Inhaber, Helmuth Frank und Edgar Einstein, als weitere Teilhaber in die Bank aufgenommen. Schon 1924 verließ Helmuth Frank die Bank und wanderte am 31. August nach Genua aus, wohin ihm seine Mutter Lina Frank nach dem Tod ihres Mannes 1930 folgte. Auch er litt wie seine Mutter unter der Judenverfolgung im faschistischen Italien. Er überlebte den Krieg und die Verfolgung durch die Nationalsozialisten (siehe #Wiedergutmachung). Das letzte öffentlich bekannte Lebenszeichen von Helmuth Frank ist ein Brief, den er nach Kriegsende 1945 an Liesl Frank, die Frau seines wenige Monate zuvor gestorbenen Bruders Bruno Frank schrieb.

### Lothar Frank
Lothar Frank (1900–1985): viertes Kind, Studium der Rechts- und Staatswissenschaften, 1924 Dr. rer. pol. in Tübingen, 1925–1927 Statistisches Reichsamt in Berlin, 1927–1930 Bankhaus Gebr. Rosenfeld in Stuttgart, 1930–1936 Dachgesellschaft der Prager Familie Petschek in Berlin, 1936 Emigration, Wertpapiermakler und Anlageberater in Hollywood.

### Ruth Frank
Ruth (Helene Johanna) Frank wurde als jüngstes Kind am 22. August 1908 in Stuttgart geboren. Sie studierte Medizin in München und in der Tschechoslowakei. 1938 emigrierte sie nach New York, beendete ihr Studium und arbeitete als Anästhesistin. Sie war zweimal verheiratet und nannte sich zuletzt nach ihren beiden Ehemännern Welch-Hayman. Ruth Welch-Haymann starb 2004 in Brooklyn (New York).

## Wiedergutmachung

### Sigismund und Bruno Frank
Das Oberhaupt der Frank-Familie blieb vor den Verfolgungen des NS-Regimes bewahrt: Sigismund Frank starb 1930, drei Jahre vor der Machtergreifung der Nationalsozialisten. Die übrigen Familienmitglieder überlebten den nationalsozialistischen Terror, sie hatten jedoch – in unterschiedlichem Ausmaß – darunter zu leiden. Sigismund Franks ältester Sohn Bruno Frank zögerte nach dem Reichstagsbrand 1933 keinen Augenblick: er emigrierte zuerst in das europäische Ausland und 1937 in sein kalifornisches Exil in Beverly Hills. Nach Ausbruch des Krieges und der Ausbreitung des nationalsozialistischen Terror in seinem geliebten Deutschland verzweifelte er mehr und mehr an der „Verschweinung“ seines Vaterlands. Einen Monat nach Kriegsende verstarb er, nicht zuletzt an gebrochenem Herzen. Sein Freund Thomas Mann schrieb in seinem Nachruf 1945: „Das Deutsche Elend währte zu lange, fraß zu tief; es zehrte an ihm wie an uns allen.“

### Ausbürgerung
Am 9. März 1938 entzogen die Nationalsozialisten Bruno Frank und seiner Frau Liesl die Staatsbürgerschaft, am 30. Mai 1939 ereilte auch Lina, Helmuth und Ruth Frank das gleiche Schicksal, Lothar Frank wurde bei der Ausbürgerungsaktion offenbar übersehen. Durch die Ausbürgerung wurden die Franks staatenlos, ihr Vermögen wurde beschlagnahmt und später zu Gunsten der Staatskasse eingezogen. Bruno und Liesl Frank erwarben Ende 1944 die amerikanische Staatsbürgerschaft, auch Lothar und Ruth Frank werden sich naturalisiert haben. Helmuth Frank wurde am 21. Juli 1952 durch die Bundesrepublik Deutschland wieder eingebürgert, von Lina Frank ist nicht bekannt, ob und wann sie wieder die deutsche Staatsbürgerschaft erhielt.

### Wiedergutmachungspraxis
Ab 1953 wurde die (materielle) Wiedergutmachung  für Opfer der nationalsozialistischen Verfolgung durch die Bundesentschädigungsgesetze rechtlich geregelt. Für Lina, Helmuth, Lothar und Ruth Frank, die verbliebenen Mitglieder der Familie, kamen drei der möglichen Entschädigungsgründe in Frage (Originalterminologie):
- Schaden an Freiheit
- Schaden an beruflichem Fortkommen
- Schaden an Eigentum und Vermögen

### Lothar und Ruth Frank
Lothar Frank, der bereits Ende 1936 nach Hollywood auswanderte, und Ruth Frank, die 1938 nach New York emigrierte, hätten Ansprüche wegen „Schadens an Eigentum und Vermögen“ geltend machen können, ebenso die Erben des verstorbenen Bruno Frank. Da sie alle gutsituiert waren, verzichteten sie jedoch zugunsten von Lina Frank darauf. Lothar Frank hätte zudem wegen der erlittenen fünfmonatigen Untersuchungshaft „Schaden an Freiheit“ einklagen können, aber auch dies unterließ er, zumal die Aussichten auf eine nachträgliche Rehabilitation nicht günstig standen.

### Lina Frank
Lina Frank zog Ende 1936 nach Genua zu ihrem Sohn Helmuth Frank. Nach der Verkündung der italienischen Rassengesetze von 1938 begann auch in Italien die Verfolgung der Juden, und 1943 wurde die Verfolgung unter der militärischen „Protektion“ des Deutschen Reichs drastisch verschärft. Lina Frank kam in den beiden letzten Kriegsjahren in einem Kloster bei Turin unter, wo sie sich sicher glaubte vor den Nachstellungen von Gestapo und SS. Sie wohnte in dem Kloster in einem feuchten Kartoffelkeller und verdiente sich ihren Lebensunterhalt durch die Abhaltung von Sprachkursen. Nach Ansicht des Gerichts erfüllte dies nicht den Tatbestand einer Haft, da sie sich dem Zugriff der Nationalsozialisten entzogen hatte und daher von diesen nicht inhaftiert (und ermordet) werden konnte.
Wenn ein Jude die Reichsgrenze ins Ausland überschritt, trat „Vermögensverfall“ ein. Lina Frank hatte daher ihre Wertpapiere abliefern müssen und ihre Lebensversicherung verloren. Dieser „Schaden an Eigentum und Vermögen“ wurde anerkannt und nach dem Zeitwert ersetzt. Eine Entschädigung wegen des wahrscheinlich von den Nationalsozialisten  herbeigeführten Zusammenbruchs des Bankhauses Gebr. Rosenfeld erfolgte nicht, weil nicht bewiesen werden konnte, dass die Nationalsozialisten diesen verursacht hatten. Die Akten der Schwäbischen Treuhand-Aktiengesellschaft, die mit der Liquidation beauftragt gewesen war, wurden im Krieg vernichtet, so dass sich die Beurteilung der finanziellen Lage der Bank nur auf die Erinnerungen eines ehemaligen Mitarbeiters der Treuhandgesellschaft stützte.

### Helmuth Frank
Helmuth Frank, der bereits 1924 nach Genua ausgewandert war und dort als Vertreter und Grossist in Schellack arbeitete, entging nicht der Judenverfolgung im faschistischen Italien. Er war vom 2. Juli 1940 bis zum Sturz Mussolinis im Juli 1943 in verschiedenen Lagern inhaftiert. In dem nunmehr deutsch besetzten Norditalien erließen die nationalsozialistischen Behörden den Befehl an die italienischen Behörden, die rassenpolitischen Internierten der SS auszuliefern. Um der Auslieferung zu entgehen, floh er „in einen 900 m hoch gelegenen Berghof im Apennin, Mezzoni, oberhalb Fontanigorda. Dort blieb er, bis am 25. April 1945 die Alliierten kamen. 2 Tage später ging er zu Fuß nach Genua heim.“
Die bundesdeutschen Behörden erkannten Helmuth Franks Ansprüche wegen „Schadens an Freiheit“ nur teilweise an. Sein Aufenthalt in dem Berghof in Mezzoni erfüllte – ähnlich wie bei seiner Mutter – nach ihrer Sichtweise nicht den Tatbestand einer Haft. Dadurch schrumpften die vier Jahre der Freiheitsberaubung auf die Hälfte. Für jeden Tag der anerkannten Haftzeit erhielt Helmuth Frank eine Entschädigung von fünf DM, so dass sich eine Entschädigung von 3.600 DM ergab. Prozesskosten fielen keine an, die Kosten für Rechtsanwälte, Zeugnisbeschaffung und Beglaubigungen musste der „Antragsteller“ selbst tragen. Seine Anträge wegen „Schadens an beruflichem Fortkommen“ und „Schadens an Eigentum und Vermögen“ zog Helmuth Frank 1959 bzw. 1962 auf Grund der offensichtlichen Aussichtslosigkeit zurück.